# The Towers
The Towers är ett berg i Kanada.   Det ligger i provinsen Alberta, i den centrala delen av landet, 3 000 km väster om huvudstaden Ottawa. Toppen på The Towers är 2 842 meter över havet.
Terrängen runt The Towers är bergig söderut, men norrut är den kuperad.Trakten runt The Towers är nära nog obefolkad, med mindre än två invånare per kvadratkilometer.. Det finns inga samhällen i närheten. 
Trakten runt The Towers består i huvudsak av gräsmarker.